# Rabini Augsburga

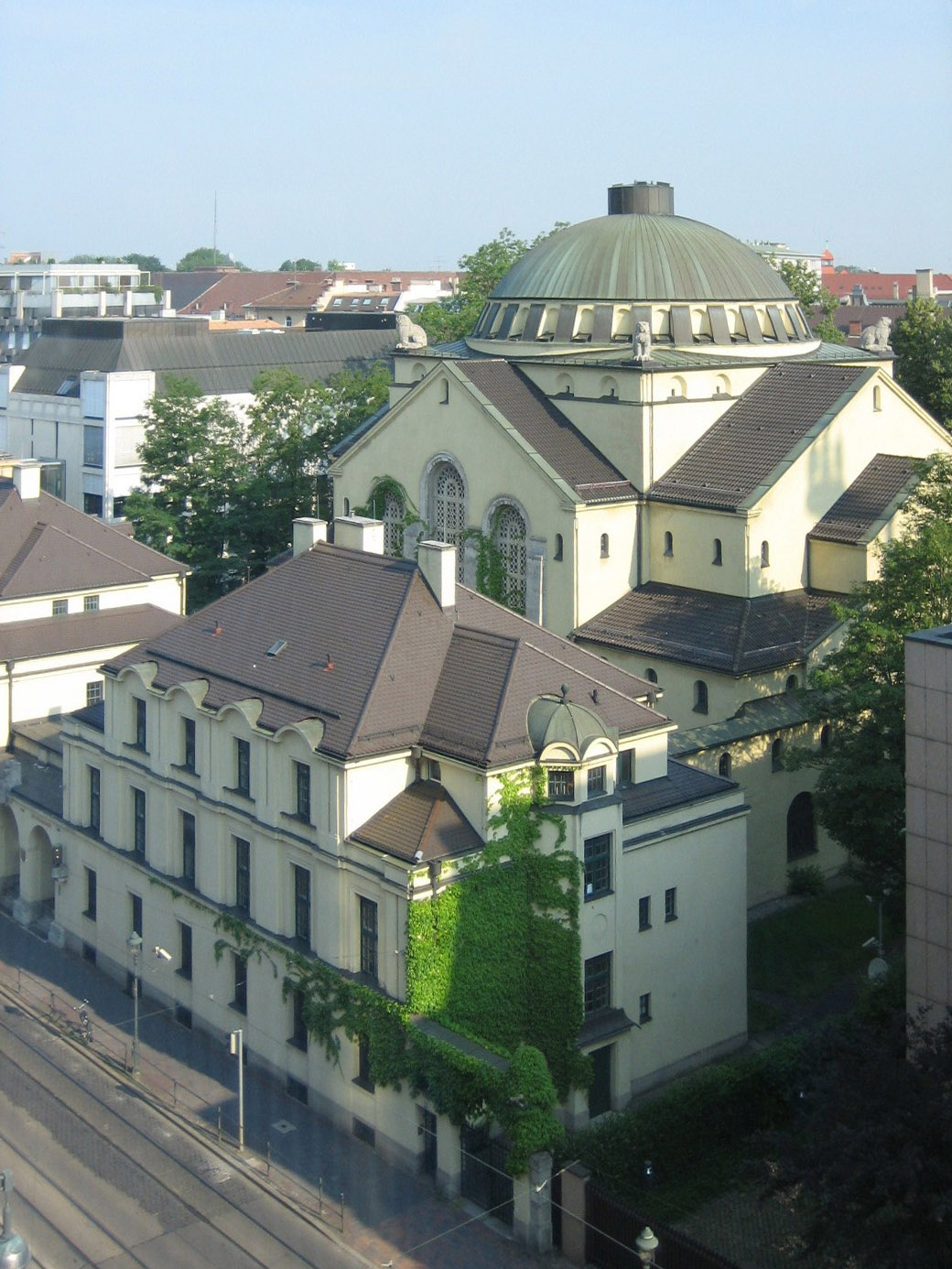
Synagoga w Augsburgu

Rabini Augsburga – lista rabinów bawarskiego miasta Augsburg (przed nazwiskiem – daty piastowania funkcji rabina, za nazwiskiem – daty życia).

## Rabini
- 1185 – 1196: Jehuda b R Schmuel
- 1198 – 1212: Eleasar b R Jehuda
- 1214 – 1228: Jehuda b Schimon
- 1228 – 1234: Josef
- 1234 – 1240: Baruch
- 1240 – 1252: Meir b Baruch (MaHaRaM 1215-1293)
- 1254 – 1276: Isaak b Meir
- 1277 – 1290: Chaim b Mosche
- 1292 – 1319: Abraham (Ulm)
- 1322 – 1327: Feivel
- 1327 – 1348: Schneor

---
- 1355 – 1357: Jehuda (Hochmaister de Lauingen)
- 1357 – 1364: Eleasar (Hochmaister)
- 1364 – 1366: Baruch (Rothenburg)
- 1364 – 1369: Mosche b R Levi Molin (Maister Molin) (MaHARiL)
- 1367 – 1368: Mosche (Muschel Schulmeister)
- 1368 – 1370: Isaak (Schulmeister Horborgum = Harburg/Schwaben)
- 1370 – 1386: Mosche b R Aharon (Rabbi Aaron)
- 1387 – 1405:Jehuda b Mosche
- 1405-1408: Mordechai Polin
- 1408-1411: Koppelmann (Koppelmann Meister Nürnberg)
- 1412-1438: Jakob Weil (Jakob Jochmeister) (MaHaRiW)
- 1414-1428: Isaak (Schulmeister Hitzel)

---
- 1863–1870: Jakob Heinrich Hirschfeld
- 1875–1910: Heinrich (Henoch b Eljahu) Gross
- 1910–1929: Richard (Isaak b Elieser) Grünfeld
- 1929–1938: Ernst Jacob

---
- 1997–2004: Reuven (Ruben) Unger
- od 2005: Henry (Heinz Georg) Brandt